# Шарков Борис Сергійович
Борис Сергійович Шарков (4 червня 1907, село Банівка Катеринославської губернії, тепер Бердянського району Запорізької області — 12 вересня 1967, місто Москва) — радянський діяч, 2-й секретар ЦК КП Литви, член Бюро ЦК КП Литви. Депутат Верховної Ради СРСР 5-го скликання.

## Біографія
Народився в селянській родині.
У 1930 році закінчив Луганський сільськогосподарський інститут, в 1932 році — Київський агропедагогічний інститут.
У 1930—1940 роках — агроном, викладач, директор технікуму.
Член ВКП(б) з 1939 року.
У 1940—1941 роках — завідувач відділу пропаганди і агітації міського комітету КП(б) України; начальник політичного відділу машинно-тракторної станції (МТС).
У 1942—1944 роках — в Червоній армії, учасник німецько-радянської війни. Служив першим помічником начальника штабу 873-го стрілецького полку 276-ї стрілецької дивізії 9-ї армії.
У 1946 — лютому 1951 року — головний редактор газети «Радянська Житомирщина».
У лютому 1951 — червні 1952 року — секретар Житомирського обласного комітету КП(б)У.
У червні — вересні 1952 року — секретар Запорізького обласного комітету КП(б)У.
У вересні 1952 — січні 1956 року — в апараті ЦК КПРС у Москві.
28 січня 1956 — 27 вересня 1961 року — 2-й секретар ЦК КП Литви, член Бюро ЦК КП Литви.
У 1961 — 12 вересня 1967 року — відповідальний співробітник апарату (секретаріату) Ради міністрів СРСР.
Помер 12 вересня 1967 року в місті Москві. Похований на Новодівочому цвинтарі Москви.

## Звання
- старший лейтенант
- капітан

## Нагороди
- орден Леніна
- орден Червоної Зірки (14.10.1943)
- медаль «За бойові заслуги» (4.08.1943)
- медаль «За оборону Кавказу» (1944)
- медаль «За перемогу над Німеччиною у Великій Вітчизняній війні 1941—1945 рр.» (1945)
- медаль «За доблесну працю у Великій Вітчизняній війні 1941—1945 рр.» (1945)
- медалі